# Liste der Bodendenkmale in der Samtgemeinde Radolfshausen
In der Liste der Bodendenkmale in der Samtgemeinde Radolfshausen sind die Bodendenkmale der niedersächsischen Samtgemeinde Radolfshausen aufgeführt. Die Quelle ist der Denkmalatlas Niedersachsen.
- Bitte beachten Sie, dass diese Liste keinen Anspruch auf Vollständigkeit erhebt.
- Die Angaben ersetzen nicht die rechtsverbindliche Auskunft der zuständigen Denkmalschutzbehörde.
- Es sind nur Daten aus dem Denkmalatlas verarbeitet.
- Der Stand der Liste ist der 22. März 2025.

Samtgemeinde Radolfshausen im Landkreis Göttingen

## Allgemein
In den Spalten finden sich folgende Informationen des Bodendenkmales:
| Lage         | geographische Koordinaten                                                           |
| Bezeichnung  | Bezeichnung lt. Denkmalatlas                                                        |
| Beschreibung | Beschreibung lt. Denkmalatlas                                                       |
| ID           | Objekt-ID                                                                           |
| Bild         | Bild, ggf. zusätzlich mit Link zu weiteren Fotos im Medienarchiv Wikimedia Commons. |

## Ebergötzen
| Lage                       | Bezeichnung             | Beschreibung | ID       | Bild |
| -------------------------- | ----------------------- | --- | -------- | ---- |
| 51° 34′ 45″ N, 10° 5′ 9″ O | Ebergötzen 9, Glashütte | Vier runde bis ovale Hügel unterschiedlicher Größe (L. 5 – 13 m, Br. jeweils ca. 5 m, H. 0,4 – 0,7 m) als Reste ehemaliger frühneuzeitlicher Brennöfen. | 28982884 | BW   |

### Holzerode
| Lage                        | Bezeichnung            | Beschreibung | ID       | Bild |
| --------------------------- | ---------------------- | --- | -------- | ---- |
| 51° 35′ 14″ N, 10° 2′ 55″ O | Holzerode 3, Wüstung   | Obertägig erkennbar sind Kirchturmruine (Mäuseturm), Wölbackerbeete unterschiedlicher Ausrichtung und Breiten,Hohlwegspuren, tw. als Hohlwegbündel ausgeprägt. Sämtliche Spuren dehnen sich über eine Mindestfläche von 400 × 400 m aus. Nutzungszeit im 12. Jh., spätestens ab 1100. Um 1390 wüst. Nach dem Wüstfallen im Spätmittelalter wurde die Dorfflur als Ackerland genutzt; daher könnten die Ackerrelikte auch jüngeren Datums sein. Der Standort der mittelalterlichen, in den Schriftquellen erstmals in der Mitte des 13. Jhs. genannten Wüstung ist seit langem bekannt. Die ehemalige Turmkirche des Ortes wurde 1425 als „Heiliges Kreuz“ erwähnt. | 28969360 |      |
| 51° 35′ 42″ N, 10° 3′ 54″ O | Holzerode 5, Thie      | Quadratische Form, ca. 10 × 10 m. Von 0,4 m hoher Steinmauer umgeben. Ein Zugang. Ein 1,5 m hoher Gedenkstein („900 Jahre Holzerode 1055-1955“), kein Tiestein. | 28982882 | BW   |
| 51° 35′ 55″ N, 10° 5′ 51″ O | Holzerode 6, Glashütte | Glasverhüttungsstelle, obertägig erkennbar an einer großen Abraumhalde, ca. 7 × 15 m; weiter einige Mulden und ein flacher, runder Trichter von ca. 10 m Dm. (Lehmentnahmestelle ?). Halde am Gipfel durch unerlaubte Angrabungen gestört. Von einem Hohlweg durchschnitten. Ein alter Fußweg kreuzt das Schutzgebiet. Wohl ins 16./17. Jh. zu datieren. | 28982887 | BW   |
| 51° 35′ 55″ N, 10° 5′ 52″ O | Holzerode 7, Hohlweg   | Hohlweg, im unteren Hangbereich stark ausgeprägt und nach S am Hang flach auslaufend. L. ca. 80 m, Br. bis 5 m, T. bis 0,90 m. Ungestört in seinem erfassbaren Teil; im Norden von einem Waldweg angeschnitten. Durchquert im unteren Bereich eine Glashütte und somit jünger als letztere zu datieren. Wohl lokale Bedeutung. | 28982886 | BW   |

## Landolfshausen
| Lage                        | Bezeichnung                  | Beschreibung | ID       | Bild |
| --------------------------- | ---------------------------- | --- | -------- | ---- |
| 51° 32′ 3″ N, 10° 4′ 53″ O  | Landolfshausen 4, Grabhügel  | Durchmesser ca. 18,5 m und Höhe ca. 1,6 m. Rund, unförmig hoch gewölbt. Am südwestlichen Hügelfuß flach auslaufend. Offenbar aus Erde aufgeschüttet. Leicht gestörter Gesamteindruck. | 28982544 | BW   |
| 51° 31′ 59″ N, 10° 4′ 51″ O | Landolfshausen 6, Grabhügel  | Durchmesser ca. 11,5 m und Höhe ca. 0,6 m. Rund mit ungleichmäßig auslaufenden Rändern. Sandsteinpflasterung gut ersichtlich. Ein Pfad läuft in SW-NO-Richtung.                       | 28982545 | BW   |
| 51° 32′ 2″ N, 10° 4′ 52″ O  | Landolfshausen 8, Grabhügel  | Größe ca. 18,5 × 14,5 m und Höhe ca. 1,6 m. Oval. unförmig hoch gewölbt. Am Hügelfuß ungleichmäßig auslaufend. Offenbar aus Erde aufgeschüttet. Leicht gestörter Eindruck.            | 28982546 | BW   |
| 51° 31′ 38″ N, 10° 4′ 31″ O | Landolfshausen 14, Grabhügel | Durchmesser ca. 10 m und Höhe ca. 0,8 m. Annähernd rund. | 28982550 | BW   |

## Seeburg
| Lage                       | Bezeichnung           | Beschreibung | ID       | Bild |
| -------------------------- | --------------------- | --- | -------- | ---- |
| 51° 33′ 7″ N, 10° 7′ 12″ O | Seeburg 12, Grabhügel | | 28948209 | BW   |
| 51° 33′ 8″ N, 10° 7′ 12″ O | Seeburg 13, Grabhügel | | 28948210 | BW   |
| 51° 33′ 3″ N, 10° 7′ 17″ O | Seeburg 54, Grabhügel | Größe ca. 40 × 35 m und Höhe ca. 0,7 m. Rundoval; höchster Punkt östl. der Mitte, westl. Rand am deutlichsten abgesetzt. Aufgebaut aus Löß. Höchstwahrscheinlich ein stark überpflügten Grabhügel, der vermutlich in die Mittlere Bronzezeit zu stellen ist. | 28948327 | BW   |
| 51° 33′ 2″ N, 10° 7′ 17″ O | Seeburg 55, Grabhügel | Größe ca. 13 × 10 m und Höhe ca. 0,4 m. Oval. Aufgebaut aus Löß. Vermutlich mittelbronzezeitlich. | 28948328 | BW   |

### Bernshausen
| Lage                         | Bezeichnung                | Beschreibung | ID       | Bild |
| ---------------------------- | -------------------------- | --- | -------- | ---- |
| 51° 33′ 39″ N, 10° 10′ 12″ O | Bernshausen 2, Befestigung | Seit 1980, vor allem aber von 1984 bis 1996 Freilegung von Großbauten in Pfostenbauweise, Grubenhäusern, Vorratsgruben u.a.m. Das Hofgebäude war von einem schmalen Sohlgraben umgeben. Früh- bis hochmittelalterlicher Herrenhof bzw. Haupthof, der nach Aussage des archäologischen Fundmaterials vom 8./9. Jh. bis zum 12. Jh. bestand. Älteste Siedlungsreste jüngere Bronzezeit / ältere vorrömische Eisenzeit. Es sind keine Schriftquellen bekannt, die direkt diese Burganlage nennen. Ein Zusammenhang mit der etwas nördlich gelegenen curtis ist aber anzunehmen. Diese wird erstmals im Jahr 1013 erwähnt und war ein Haupthof des sächsischen Adelsgeschlechts der Immedinger. Die Ausgrabungen datieren aber den Beginn bereits in das 7. Jh. In der Mitte des 12. Jhs. wurde die curtis aufgelöst, damit verlor auch die Fliehburg ihre Bedeutung und wurde aufgegeben. Als zusätzlicher Grund für die Aufgabe dürfte die Erhöhung des Seespiegels gewirkt haben, die eine Unterspülung der Mauerfundamente zur Folge hatte. | 28989776 | BW   |

## Seulingen
| Lage                        | Bezeichnung                         | Beschreibung | ID       | Bild           |
| --------------------------- | ----------------------------------- | --- | -------- | -------------- |
| 51° 31′ 27″ N, 10° 7′ 38″ O | Seulingen 8, Grabhügel              | Durchmesser ca. 21,5 m und Höhe ca. 0,7 m. Annähernd rund. Am Hügelfuß ungleichmäßig auslaufend. Offenbar aus Erde aufgeschüttet. Abgeflachte Kuppe mit zwei flachen Gipfelmulden. | 28929061 | BW             |
| 51° 31′ 18″ N, 10° 8′ 20″ O | Seulingen 12, Duderstädter Landwehr | Ca. 40 m breiter Waldstreifen, flankiert durch meist einfachen Wall mit Graben an der nach Duderstadt gekehrten Seite und durch einen einfachen Wall oder Doppelwall, beide mit Graben, an der „nach außen“ gekehrten Seite. Wallhöhen und -stärken der nach Duderstadt gekehrten Abgrenzung des „Knicks“ stellenweise abweichend. L. in der Gemarkung Seulingen ca. 4.300 m. Nicht überall sind die flankierenden Wälle noch vorhanden, besonders der nach außen gekehrte Wall/Doppelwall ist stark von wirtschaftlichen Maßnahmen berührt. Die beschriebene Landwehr ist Teil des Duderstädter Landwehrsystems, um 1400 erbaut. - Teilstück ID: 37981492 - Teilstück ID: 37981731 | 28981247 | Weitere Bilder |
| 51° 31′ 36″ N, 10° 7′ 27″ O | Seulingen 45, Grabhügel             | Durchmesser ca. 14 m und Höhe ca. 1,1 m. Rund. Im SO Hügelbereich ältere Eingrabung, Dm. 1,20 m, T. 0,30 m. | 28981249 | BW             |
| 51° 31′ 37″ N, 10° 7′ 28″ O | Seulingen 46, Grabhügel             | Durchmesser ca. 18 m und Höhe ca. 1,2 m. Rund. Gleichmäßig gewölbt, Hügelfuß abgesetzt. Im N von einem unbefestigten Waldweg überzogen. | 28981250 | BW             |
| 51° 31′ 37″ N, 10° 7′ 29″ O | Seulingen 47, Grabhügel             | Durchmesser ca. 17 m und Höhe ca. 1,6 m. Rund. Gleichmäßig gewölbt, am N-Hügelfuß vermutlich Tierbau. Sehr gut erhalten, markant. | 28981251 | BW             |
| 51° 32′ 49″ N, 10° 9′ 13″ O | Seulingen 60, Erdwerk               | Erdwerk, ovales Doppelgrabensystem von rund 275 – 300 m Durchmesser; obertägig nicht erhalten. Die Gräben laufen parallel zueinander mit 7 m Abstand und umschließen eine Fläche von ca. 5,2 ha. | 28990235 | BW             |

### Seulingen 3
- ID:28991561
- Gruppe von fünf Hügeln, ebenmäßig gewölbt und offenbar aus Erde aufgeschüttet. Setzen sich deutlich von der Umgebung ab. Insgesamt gut erhalten.

| Lage                        | Bezeichnung | Beschreibung | ID       | Bild |
| --------------------------- | ----------- | --- | -------- | ---- |
| 51° 31′ 38″ N, 10° 8′ 31″ O | Seulingen 3 | Durchmesser ca. 16 m und Höhe ca. 1 m. Rund, ebenmäßig gewölbt. Flache Einbuchtungen im westlichen Randbereich. Im Süden flacher auslaufend.                   | 28981240 | BW   |
| 51° 31′ 36″ N, 10° 8′ 29″ O | Seulingen 4 | Durchmesser ca. 16 m und Höhe ca. 1 m. Rund mit gleichmäßiger Wölbung. Augenscheinlich ungestört.                                                              | 28981241 | BW   |
| 51° 31′ 35″ N, 10° 8′ 27″ O | Seulingen 5 | Durchmesser ca. 14 m und Höhe ca. 0,8 m. Rund, flach gewölbt. Gestörte Oberfläche durch leichte Tiergänge und flache Einbuchtungen im Gipfel- und Randbereich. | 28981242 | BW   |
| 51° 31′ 37″ N, 10° 8′ 29″ O | Seulingen 6 | Durchmesser ca. 11,5 m und Höhe ca. 0,5 m. Rund, flach auslaufend. Flache Einbuchtung im Gipfelbereich. Augenscheinlich gut erhalten.                          | 28981243 | BW   |
| 51° 31′ 38″ N, 10° 8′ 29″ O | Seulingen 7 | Durchmesser ca. 12,5 m und Höhe ca. 0,5 m. Rund, flach auslaufend. Flache Einbuchtungen im Gipfel- und Randbereich.                                            | 28981236 | BW   |